# Cienki klient

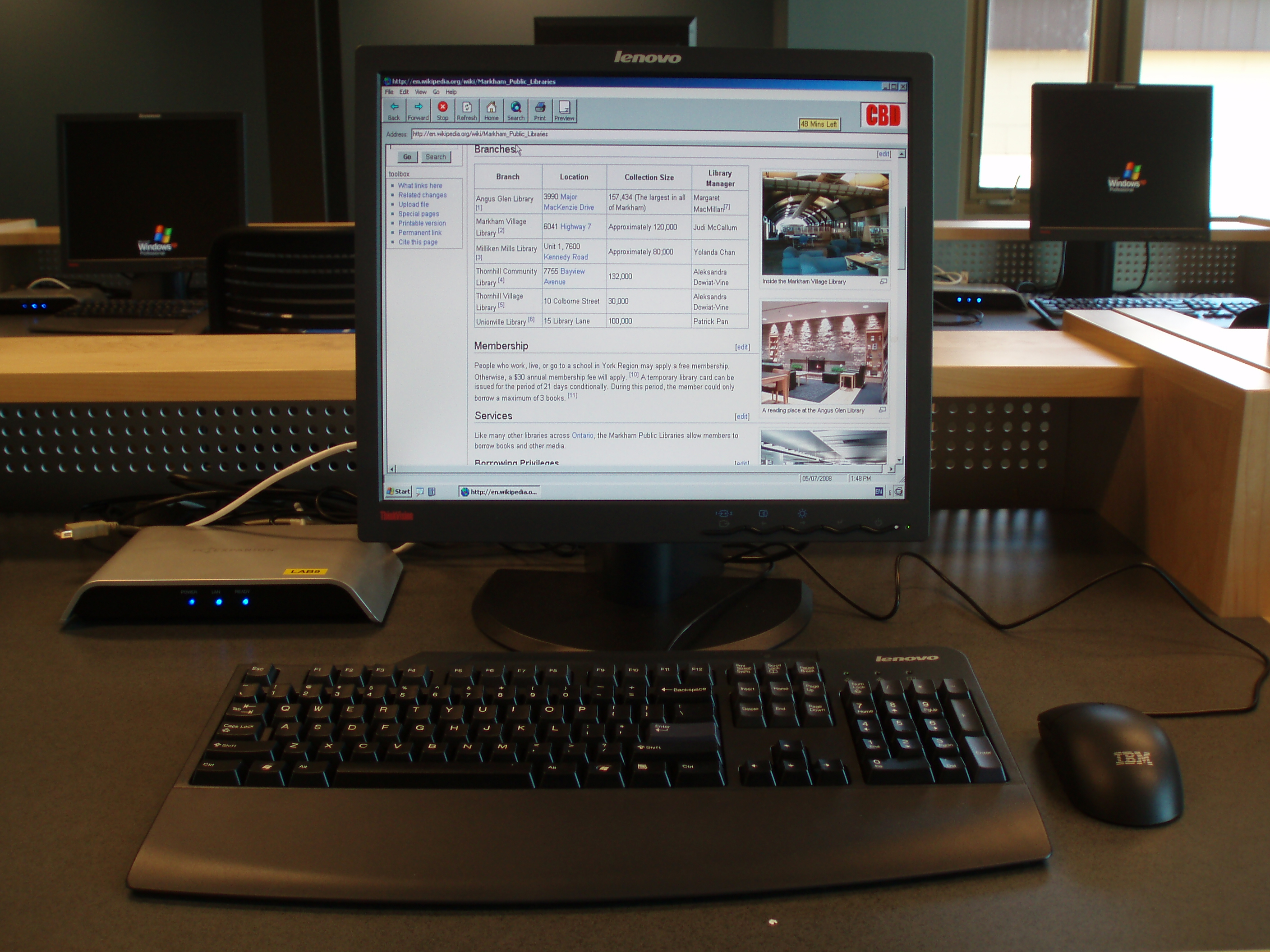
Publicznie dostępny terminal biblioteczny z dostępem do katalogu zbiorów. Przykład praktycznego zastosowania cienkiego klienta

Cienki klient (ang. thin client) – komputer bądź specjalizowane urządzenie (terminal komputerowy) wraz z odpowiednim oprogramowaniem typu klient, umożliwiające obsługę aplikacji stworzonej w architekturze klient-serwer. Cechą szczególną cienkiego klienta jest niezależność od obsługiwanej aplikacji serwerowej (jej zmiana nie pociąga za sobą konieczności wymiany oprogramowania klienta). Dodatkowym atutem jest niewielkie zapotrzebowanie na moc przetwarzania.

## Zalety
- centralne zarządzanie oprogramowaniem
- niewielkie wymagania dla urządzeń klienckich
- brak konieczności modyfikacji (rozbudowy) urządzeń klienckich mimo wzrostu wymagań funkcjonalnych aplikacji

## Wady
- ograniczona funkcjonalność, limitowana stosowanym protokołem
- opóźniona interakcja z użytkownikiem związana z opóźnieniami sieci

## Przykłady
- przeglądarki internetowe
- Telnet
- NX

Przykładem cienkiego klienta może być korzystanie z witryny WWW z serwisem transakcyjnym banku internetowego. Użytkownik za pomocą przeglądarki internetowej może sprawdzać stan rachunku i wydawać dyspozycje, lecz weryfikacja danych (np. kontrola salda) jest przeprowadzana po stronie serwera.
Jak w podanym przykładzie, cienki klient aplikacji webowej charakteryzuje się bardziej ograniczonym interfejsem użytkownika niż samodzielne programy korzystające ze standardowych elementów środowiska pracy (jak okna, ikony, skróty klawiszowe).
Cienkim klientem może być także mechanizm obsługi aplikacji przez telefon komórkowy lub serwis głosowy.
Cienkim klientem określa się także platformę sprzętową – okrojony komputer bez twardego dysku, małą pamięcią RAM. Parametry sprzętowe pozwalają na uruchamianie aplikacji w trybie terminalowym, na cienkim kliencie uruchamiane są nieliczne aplikacje – niewymagające mocnych zasobów platformy sprzętowej.
Przeciwieństwem cienkiego klienta jest tzw. gruby klient (ang. fat client).